# سوپرجام فوتبال ایتالیا ۲۰۰۵
سوپر جام فوتبال ایتالیا ۲۰۰۵ (انگلیسی: 2005 Supercoppa Italiana) هجدهمین دورهٔ مسابقهٔ سوپر جام فوتبال ایتالیا بود که بین قهرمان سری آ و قهرمان جام حذفی فوتبال ایتالیا برگزار شد.
این دیدار در تاریخ ۲۰ اوت ۲۰۰۵ برگزار شد و اینتر میلان به مقام قهرمانی دست یافت.

## تیم‌ها
- یوونتوس: قهرمان سری آ فصل ۰۵-۲۰۰۴
- اینتر میلان: قهرمان جام حذفی ایتالیا فصل ۰۵-۲۰۰۴